# 核心态
在处理器的存储保护中，核心态（kernel mode），或者特权态，中國大陸稱之為內核態（与之相对应的是用户态，user mode），是操作系统内核所运行的模式。运行在该模式的代码，可以无限制地对系统存储、外部设备进行访问。而位於使用者模式的處理程序則位於使用者空間，需要使用系統呼叫才能存取特定資源。
微核操作系统基于安全与优雅的考虑，试图将运行在特权态的代码数量最小化。
x86结构很特别地具有四种特权等级，特权级别最高的是ring 0，被视作核心态；级别最低的是ring 3，常被看作用户态；rings 1 and 2则很少被使用。